# Josephine Butler
Josephine Elizabeth Butler (nascuda Grey) (13 d'abril de 1828 – 30 de desembre de 1906) era una feminista i reformista social britànica de l'era victoriana, especialment preocupada pel benestar de les prostitutes. Era molt religiosa, com el seu marit, professor d'universitat i pastor anglicà. Juntament amb altres esforços caritatius, entre 1869 i 1886 va dirigir la llarga campanya per derogar la Llei de malalties contagioses tant a Gran Bretanya com internacionalment, perquè la llei danyava i empresonava injustament dones joves sospitoses de ser prostitutes.

## Vida familiar
Josephine Elizabeth Grey va néixer a Milfield House, Milfield, Northumberland; va ser la setena filla de John Grey (1785–1868, n. Milfield, Northumberland) i Hannah Eliza Annett (n. 1792-1860, Alnwick). La parella es va casar el 1815.
John Grey era un expert agrícola, i cosí del primer ministre britànic reformista Charles Grey, 2n comte Grey i un abolicionista de l'esclavitud. Va tenir un paper significatiu en l'emancipació catòlica, i també va treballar per la Llei de reforma de 1832. El 1833 va ser nomenat director de Dilston State (hospital de Greenwich), prop de Corbridge, Northumberland, i la família s'hi va mudar. Va perdre la majoria dels seus estalvis en la caiguda de 1857, amb el fracàs del Banc Newcastle.
Josephine es va casar el 1852 amb George Butler (1819–1890 n. Harrow, Middlesex), un estudiós i clergue. Compartien una aproximació evangèlica al cristianisme i una estreta proximitat cultural amb Itàlia, així com un compromís fort amb les reformes liberals. George Butler va animar Josephine en el seu treball públic, malgrat patir contratemps en la seva pròpia carrera a causa de la notorietat de la seva dona. Van tenir quatre fills: George Grey (n. 1852, Oxford); Arthur Stanley (n. 1854, Oxford); Charles Augustine Vaughan (1857, Clifton, Gloucestershire); Evangeline Mary (Eva) (1859–1864), Cheltenham]). Els Butler tenien fortes simpaties radicals, incloent-hi suport de la Unió en la Guerra Civil americana.
La seva única filla, Eva, va morir el 1863, després d'una caiguda per l'escala de casa seva. Això va portar Josephine a buscar consol dedicant-se a tenir cura de persones que patien un dolor més gran que el seu propi. Va començar a visitar la Workhouse de Brownlow Hill a Liverpool, la qual cosa la va conduir a la seva primera implicació amb prostitutes. Va crear una Casa de descans i una Casa industrial per a elles.

## Feminisme

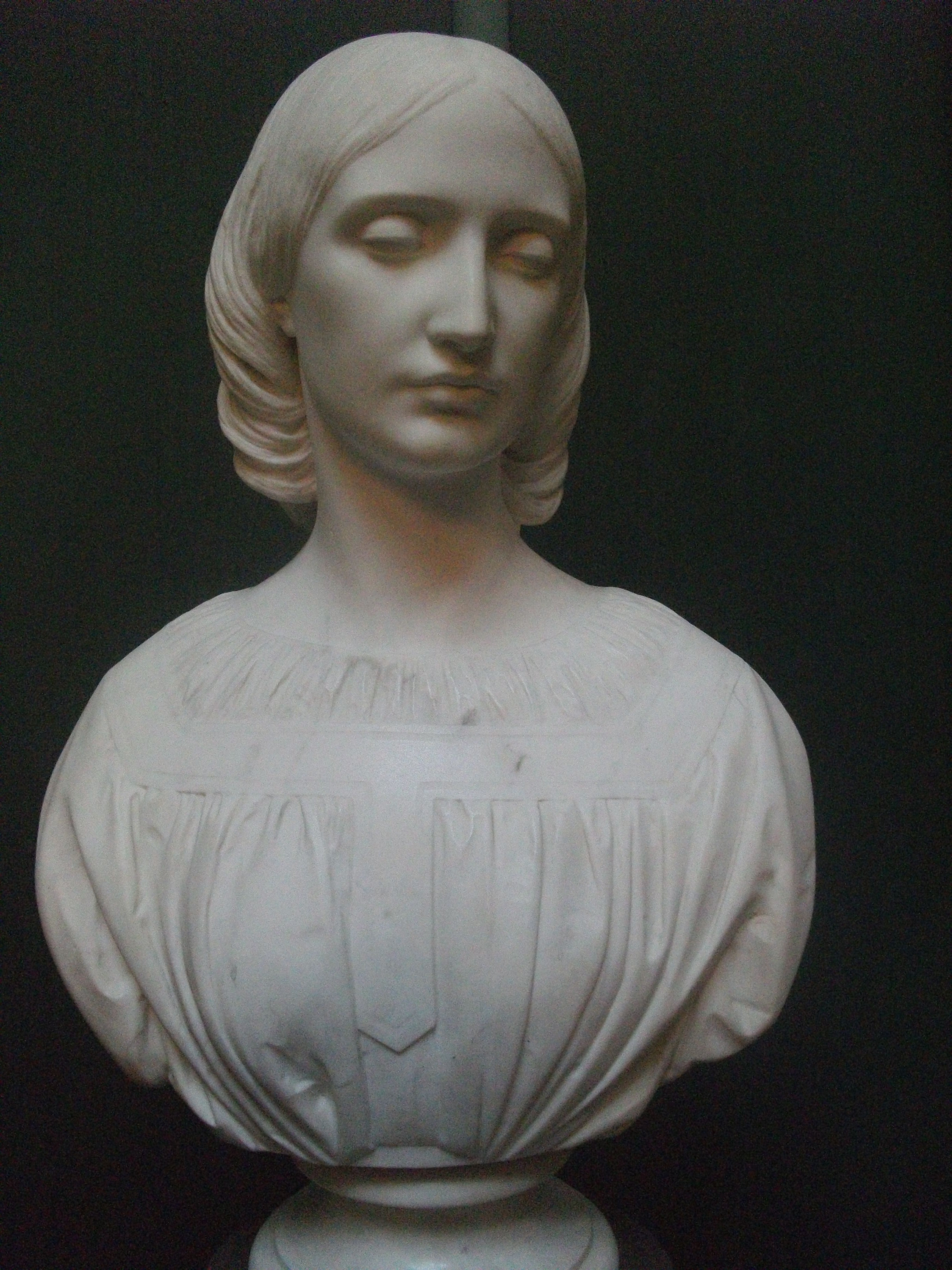
Bust de Josephine Butler el 1865, amb 36 anys, per Alexander Munro

Des que tenia vint anys, Butler va ser molt activa en els moviments feministes. Això va ser particularment esperonat per la mort accidental de la seva filla de cinc anys, Eva, al 1863, quan els Butler vivien a Cheltenham, on George va exercir com a vicerector de la Universitat de Cheltenham. El 1866 George Butler va ser nomenat rector de la Universitat de Liverpool, i la família es va mudar a Liverpool. Josephine es va implicar en la campanya per a l'educació superior de les dones, i el 1867 juntament amb Anne Jemima Clough, més tard directora de la Universitat de Newnham (Cambridge), va ser determinant per establir el Consell del Nord d'Anglaterra per Promoure l'Educació Superior de les Dones. Així i tot, també havia estat molt estretament implicada en el benestar de les prostitutes; com apassionada cristiana, avorria el pecat, però també considerava que les dones estaven sent explotades per l'opressió masculina, i atacava la doble moral de la moralitat sexual. Així que quan va començar una campanya nacional el 1869 per derogar la Llei de malalties contagioses, ella era la dona adequada per dirigir-la.

## Llei de malalties contagioses

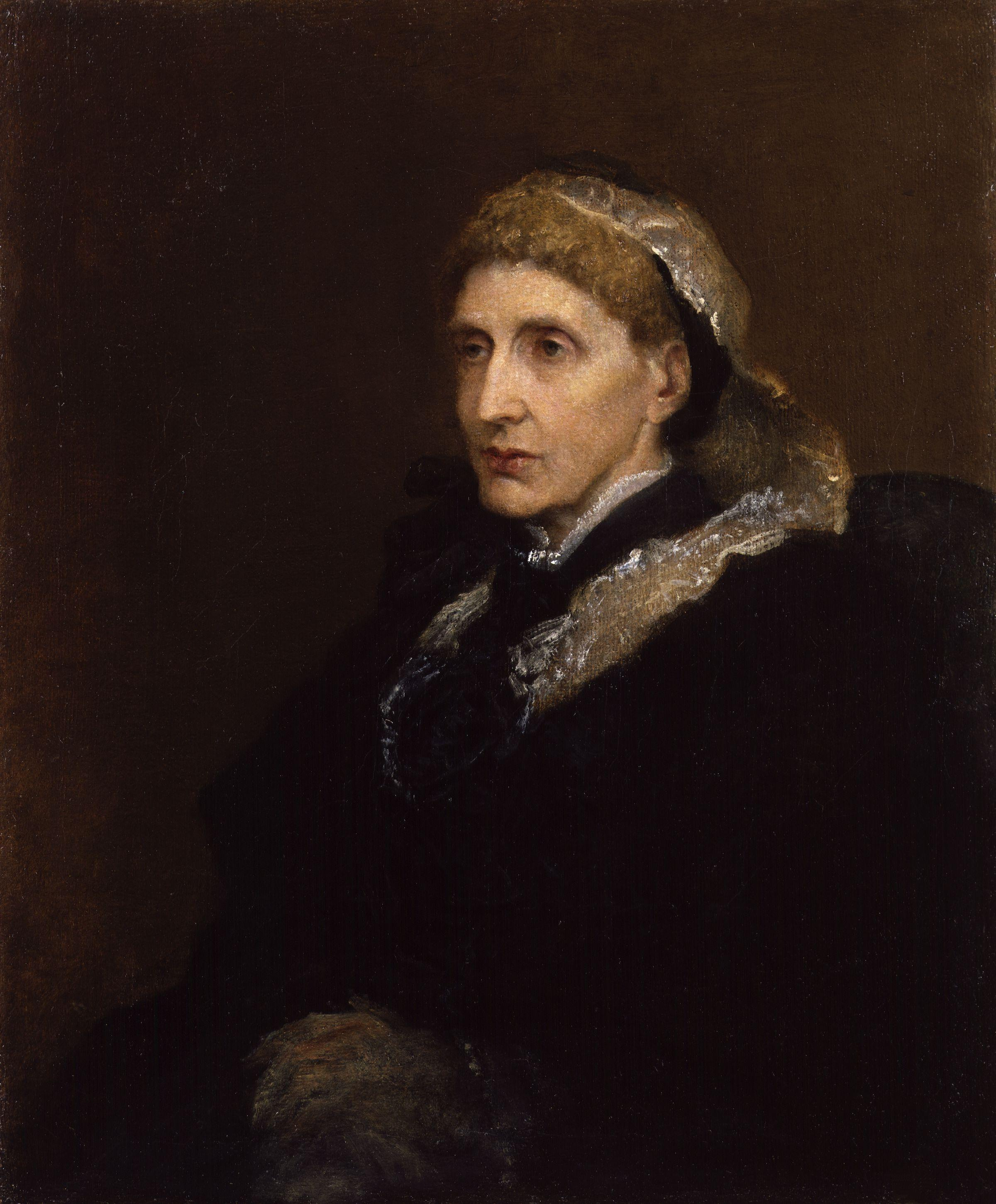
Josephine Elizabeth Butler en la seva vellesa, per Watts de Frederic del George, 1894

La Llei de malalties contagioses va ser introduïda durant la dècada de 1860 (1864, 1866, 1869) com a forma de control estatal de la prostitució i per controlar l'abast de les malalties venèries, especialment a l'exèrcit britànic i a la Royal Navy. La llei donava als magistrats el poder d'ordenar un examen genital a les prostitutes per buscar símptomes de malalties venèries, detenir les dones infectades i mantenir-les recloses en un hospital durant tres mesos per ser guarides. La negativa a consentir l'examen resultava en empresonament. Una acusació de prostitució per part d'un agent policial era suficient per ordenar-ne un examen; les dones així acusades sovint perdien els mitjans de vida, i una dona es va suïcidar.
La descripció de Butler d'aquest tema en una reunió pública -se sabia que es referia al procediment com a "violació quirúrgica"- va fer que Hugh Price Hughes, superintendent de la Missió de l'oest de Londres, que li va donar les gràcies formalment en la plataforma, deixés l'escenari entre llàgrimes, quelcom molt inusual en aquells dies i àmpliament comentat en el seu moment.
Les diverses lleis s'aplicaven únicament en àrees específiques, com ara ports i guarnicions, però el 1869 l'"Associació per a l'Extensió de la Llei de malalties contagioses" es va formar per fer campanya per estendre la seva operació sobre la totalitat del Regne Unit. Això va portar a l'oposició vehement de cristians, feministes i partidaris de la llibertat civil i a la creació de dues organitzacions: l'Associació Nacional per derogar la Llei de malalties contagioses, dirigida per doctors, i l'Associació Nacional de Senyores per derogar la Llei de malalties contagioses, dirigida per Josephine Butler. Josephine va posar totes les seves energies en la campanya i, malgrat els insults i les agressions físiques ocasionals, la llei va ser finalment derogada el 1886.
El 1885 es va implicar en una altra campanya relacionada, dirigida per l'editor del Pall Mall Gazette, William Thomas Stead. Havia publicat una sèrie d'articles titulats El tribut virginal de la Babilònia moderna, exposant l'extensió de la prostitució infantil a Londres. Arran d'aquesta campanya aquest mateix any l'edat de consentiment al Regne Unit de Gran Bretanya i Irlanda es va elevar dels 13 a 16 anys.
Josephine era també molt activa en la difusió de la campanya internacionalment, i va viatjar a la Tercera República Francesa i a Suïssa, on va haver de fer front a l'hostilitat de les autoritats, al mateix temps que rebia un intens suport dels grups feministes. Arran dels seus esforços, les organitzacions internacionals, incloent la Federació Abolicionista Internacional, de la qual va ser fundadora, es van encarregar de fer campanya contra la regulació estatal de la prostitució i el tràfic de dones i nens. A més, el 1897 a la Raj britànica (Índia), noves lleis de malalties contagioses van ser imposades pel govern britànic, i Butler va dirigir una nova campanya contra això.
Entretant, el seu marit s'havia retirat de la Universitat de Liverpool i havia esdevingut cànon de la catedral de Winchester. Va morir el 14 de març de 1890. Josephine va continuar fent campanyes fins al principi de la dècada de 1900, i va morir el 1906.

## Llegat
Josephine Butler no sols va ser una vehement feminista, sinó també una cristiana apassionada; va dir en una ocasió que "Déu i una dona fan una majoria". Se la considera com a inventora de moltes de les estratègies que més tard serien utilitzades per les sufragistes i fins i tot s'ha argumentat que la seva aliança amb el "nou periodisme" de W. T. Stead va iniciar els mètodes de consulta sociològica. A l'Església de Inglaterra se la celebra amb un Festival Menor el 30 de maig i el 30 de desembre. Se la representa també en finestres de la catedral anglicana de Liverpool, i a l'església de St. Olave de la ciutat de Londres.
El 2005, la Universitat de Durham va anomenar en el seu honor el Josephine Butler College. Això es deu també al fet que estigués casada amb un conferenciant de la Universitat de Durham, i que era originària del North-East.

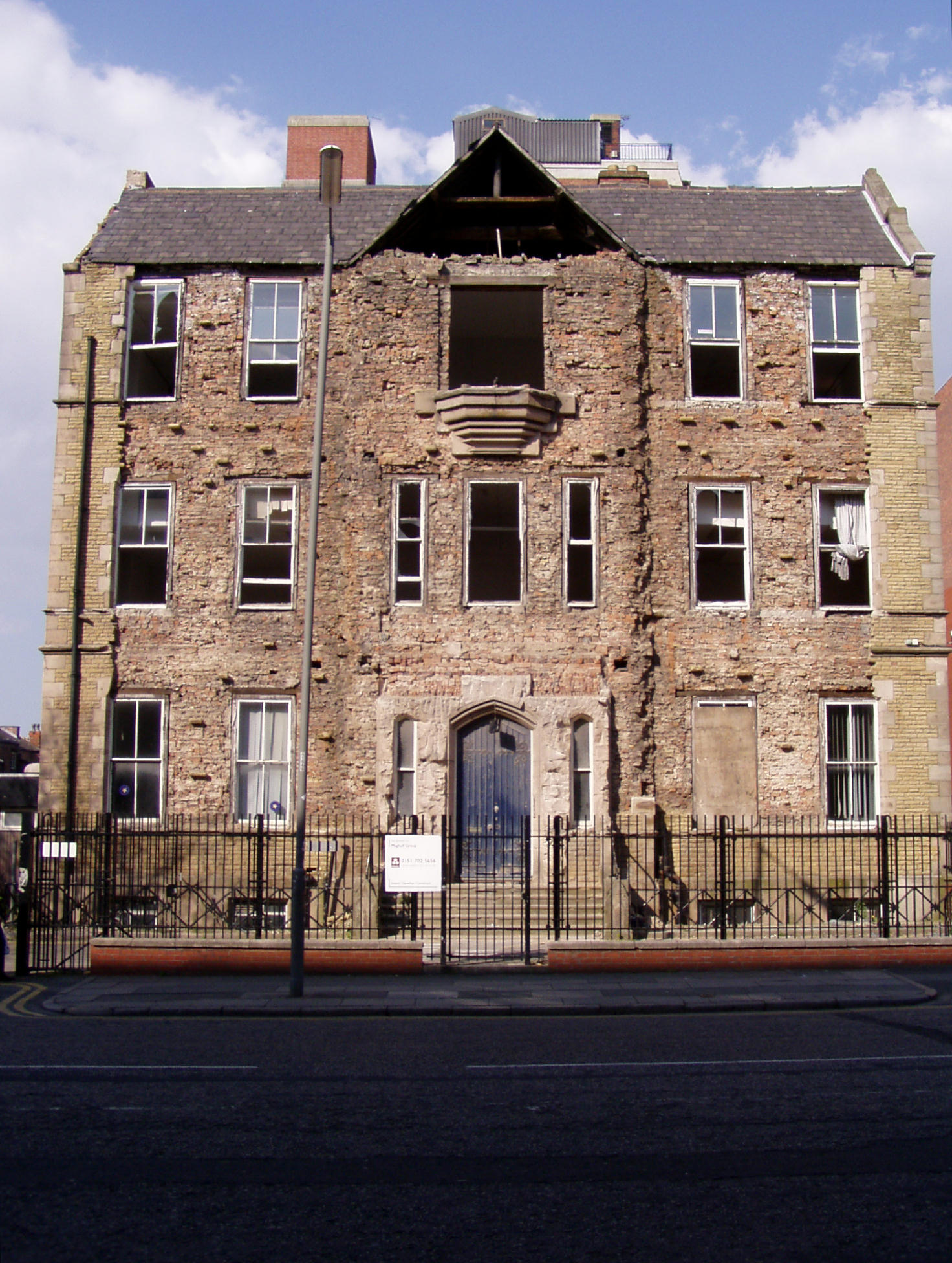
Josephine Butler House després que el Grup Maghull en llevés el revestiment

El seu nom està llistat al costat sud del Monument als Reformistes al cementiri Kensal Green de Londres.

## Arxius
Els arxius de Josephine Butler es troben a la Women's Library de la Biblioteca de la London School of Economics. Hi ha també col·leccions importants a la Universitat de Liverpool, i als arxius de Northumberland.

## Obres selectes
- The Education and Employment of Women (1868)
- Memoir of John Grey of Dilston (1869)
- An Appeal to the People of England on the Recognition and Superintendence of Prostitution by Governments, by an English Mother (1870)
- The Constitution Violated (Edmondson and Douglas. 1871)
- Une Voix dans le Désert (1875)
- Catharine of Siena. A Biography (1878)
- Recollections of George Butler (1892)
- Personal reminiscences of a Great Crusade (Horace, Marshall and Són, 1896)
- Josephine Butler, an autobiographical memoir (editat per George and Lucy Johnson, London: J. W. Arrowsmith Ltd., 1913)